# درة مورتي (صوغان)
درة مورتي (بالفارسية: دره مورتی) هي قرية تقع في إيران في قسم صوغان الريفي. يقدر عدد سكانها بـ 0 نسمة بحسب إحصاء 2016.